# Caspoli
Caspoli è una frazione del comune di Mignano Monte Lungo, in Provincia di Caserta. Collocata sull'antica via che va da Mignano a Galluccio, dista circa 3 km e mezzo dal capoluogo. Si trova a piè della falda orientale del Monte Camino.
In questa località si trova una chiesa dedicata alla Madonna delle Grazie e una chiesa più grande dedicata a Sant'Andrea e conserva una pregevole statua lignea di Sant'Andrea e una quattrocentesca raffigurante Maria santissima di Caspoli o anche madonna delle grazie.
Caspoli ha dato i natali a Michelina Di Cesare, famosa brigantessa post-unitaria.

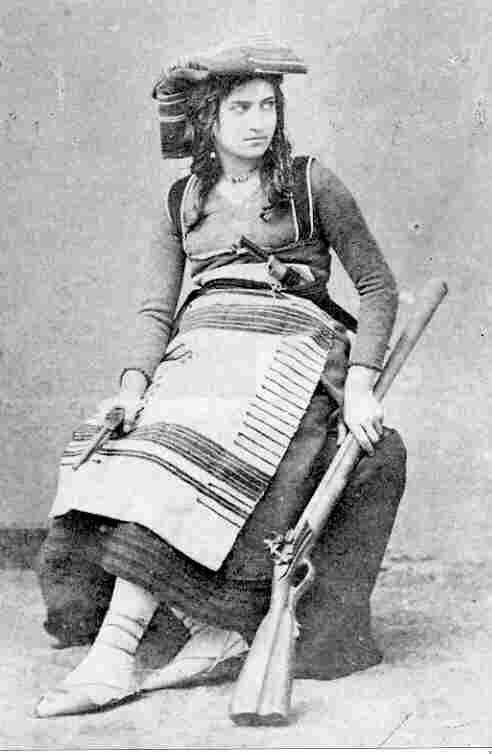
Michelina Di Cesare